# Stomatricha hochbergi
Stomatricha hochbergi är en plattmaskart som beskrevs av Hooge 2003. Stomatricha hochbergi ingår i släktet Stomatricha och familjen Convolutidae. Inga underarter finns listade i Catalogue of Life.